# Пьюласки (округ, Арканзас)
Пьюла́ски (англ. Pulaski County) — округ, расположенный в штате Арканзас, США с населением в 361 474 человек по статистическим данным переписи 2000 года. Столица округа находится в городе Литл-Рок, который также является крупнейшим городом штата Арканзас и его столицей.
Округ Пьюласки был образован 15 декабря 1818 года, став пятым округом Арканзаса и получив своё название в честь польского графа Казимира Пулаского (пол. Kazimierz Pułaski), спасшего жизнь Джорджа Вашингтона в ходе Войны за независимость США.

## География
По данным Бюро переписи населения США округ Пьюласки имеет общую площадь в 2093 квадратных километра, из которых 1997 кв. километров занимает земля и 96 кв. километров — вода. Площадь водных ресурсов округа составляет 4,85 % от всей его площади.

### Соседние округа
- Фолкнер — север
- Лонок — восток
- Джефферсон — юг
- Сейлин — запад
- Перри — северо-запад

## Демография

Диаграмма распределения населения округа по возрастным диапазонам. Данные переписи населения 2000 года

По данным переписи населения 2000 года в округе Пьюласки проживало 361 474 человек, 95 718 семей, насчитывалось 147 942 домашних хозяйств и 161 135 жилых домов. Средняя плотность населения составляла 181 человек на один квадратный километр. Расовый состав округа по данным переписи распределился следующим образом: 63,96 % белых, 31,87 % чёрных или афроамериканцев, 0,39 % коренных американцев, 1,25 % азиатов, 0,04 % выходцев с тихоокеанских островов, 1,40 % смешанных рас, 1,09 % — других народностей. Испано- и латиноамериканцы составили 2,44 % от всех жителей округа.
Из 147 942 домашних хозяйств в 30,50 % — воспитывали детей в возрасте до 18 лет, 45,90 % представляли собой совместно проживающие супружеские пары, в 15,10 % семей женщины проживали без мужей, 35,30 % не имели семей. 30,00 % от общего числа семей на момент переписи жили самостоятельно, при этом 8,80 % составили одинокие пожилые люди в возрасте 65 лет и старше. Средний размер домашнего хозяйства составил 2,39 человек, а средний размер семьи — 2,98 человек.
Население округа по возрастному диапазону по данным переписи 2000 года распределилось следующим образом: 25,20 % — жители младше 18 лет, 9,60 % — между 18 и 24 годами, 31,10 % — от 25 до 44 лет, 22,60 % — от 45 до 64 лет и 11,50 % — в возрасте 65 лет и старше. Средний возраст жителей округа составил 35 лет. На каждые 100 женщин в округе приходилось 92,00 мужчин, при этом на каждых сто женщин 18 лет и старше приходилось 88,20 мужчин также старше 18 лет.
Средний доход на одно домашнее хозяйство в округе составил 38 120 долларов США, а средний доход на одну семью в округе — 46 523 долларов. При этом мужчины имели средний доход в 33 131 долларов США в год против 25 943 долларов США среднегодового дохода у женщин. Доход на душу населения в округе составил 21 466 долларов США в год. 10,40 % от всего числа семей в округе и 13,30 % от всей численности населения находилось на момент переписи населения за чертой бедности, при этом 19,90 % из них были моложе 18 лет и 9,80 % — в возрасте 65 лет и старше.

## Главные автодороги
- I-30
  -  I-430
  -  I-530
  -  I-630
- I-40
  -  I-440
- US 65
- US 67
- US 70
- US 165
- US 167
- AR 5
- AR 10
- AR 100
- AR 161
- AR 300
- AR 338
- AR 365
- AR 367

## Населённые пункты

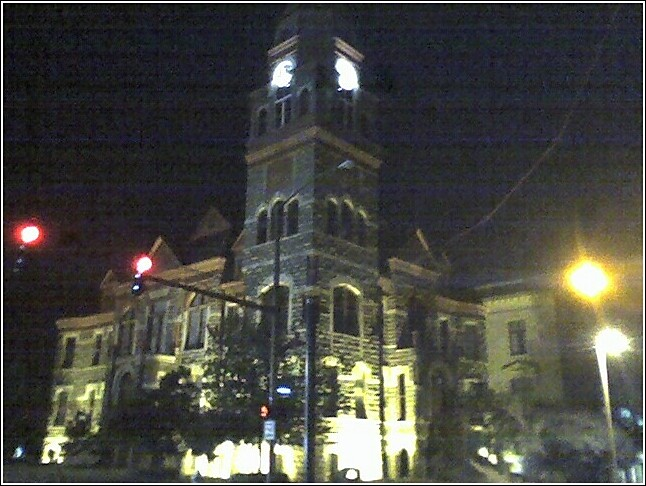
Здание окружного суда в деловом районе города Литл-Рок

### Города
- Каммак-Виллидж
- Джэксонвилл
- Литл-Рок
- Момелл
- Норт-Литл-Рок
- Шервуд
- Райтсвилл

### Посёлки
- Александер

### Переписные места
- Колледж-Стейшен
- Гибсон
- Гравел-Ридж
- Хенсли
- Макалмонт
- Паркерс-Айрон-Спрингс
- Суит-Хоум
- Вудсон

### Другие
- Айронтон
- Нейчрел-Степс